# Zraz

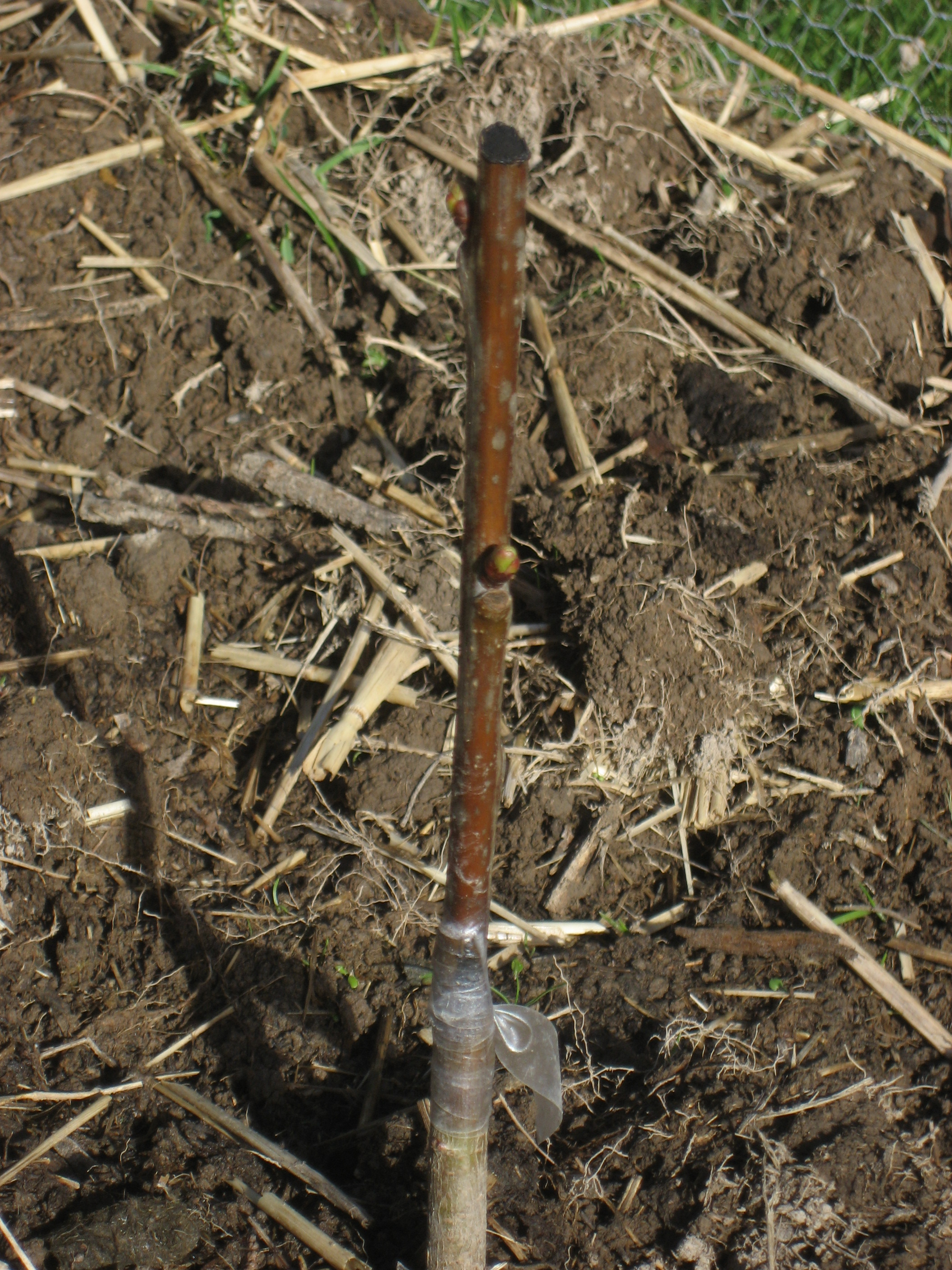
Zraz (górna cześć rośliny) podczas szczepienia

Zraz – w ogrodnictwie i leśnictwie jest to szlachetny element szczepu, część rośliny o cechach korzystnych z punktu widzenia człowieka. Zraz zrasta się z formą dziką, podkładką. W wyniku szczepienia, polegającego na sztucznym połączeniu dwóch odrębnych organizmów roślinnych, powstaje nowy organizm roślinny łączący cechy obu tych organizmów.
Zraz jest częścią szlachetną nowego organizmu. Pochodzi więc od gatunku, odmiany lub formy, która jest dla hodowcy interesująca, którą chce on otrzymać i która dzięki zaszczepieniu na odpowiedniej podkładce uzyska cechy pozwalające na jej wzrost i rozwój w sposób przez niego pożądany.

## Cechy dobrego zrazu
Zrazy pobiera się tylko ze zdrowych roślin matecznych. Wybierane są takie rośliny, które posiadają wszystkie cechy właściwe dla gatunku czy odmiany, rozmnażanej metodą szczepienia. Zrazy powinny pochodzić z pędów rośliny matecznej rosnących w warunkach dobrego nasłonecznienia, nie należy stosować zrazów z pędów zacienionych. Same pędy na zrazy powinny być dobrze rozwinięte i zdrowe. Zrazy zwiędnięte przed zastosowaniem powinny być umieszczone w wodzie.

## Pobieranie zrazów
- Szczepienie zimowe w szklarni – zrazy pobierane są późną jesienią, po czym wiązane w wiązki, etykietowane i dołowane w wilgotnym piasku. Tak zabezpieczone należy przechowywać w pomieszczeniu o temperaturze 0-4 °C.
- Szczepienie wiosenne – zrazy można pobierać tuż przed szczepieniem.
- Szczepienia roślin zimozielonych – przy szczepieniu roślin zimozielonych zrazy mogą być pozyskiwane zarówno wiosną, jak i późnym latem jeżeli szczepy zimują w szklarni.
- Zrazy do okulizacji – czy będzie to okulizacja oczkiem śpiącym czy żywym, zrazy tnie się z pędów tegorocznych lub bezlistnych pędów zeszłorocznych. W przypadku roślin o pędach cienkich (np. buk, brzoza, dąb) należy pobierać pędy dwu lub trzyletnie[2].